# Equulites klunzingeri
L'Equulites klunzingeri (Steindachner, 1898) (noto anche con il sinonimo di Leiognathus klunzingeri), noto in italiano come musolungo o come pesce pony, è un pesce osseo marino della famiglia Leiognathidae.

## Distribuzione e habitat
Questo pesciolino è diffuso nel mar Rosso da dove è penetrato nel mar Mediterraneo soprattutto orientale (comprese le coste orientali del Mar Adriatico) attraverso il canale di Suez. È dunque un pesce lessepsiano. Nei mari italiani è noto solo nell'isola di Lampedusa.
Vive in acque molto basse, di solito a non più di 10 metri di profondità (ma è stato catturato fino a 100). Talvolta penetra nelle acque salmastre delle lagune.

## Descrizione
Il corpo è ovaliforme è molto compresso ai lati. La bocca è piccola ma fortemente protrattile, che si allunga come un tubo verso il basso. Occhi grandi. Le scaglie sono piccole. Dietro la testa c'è una carena ossea ben avvertibile al tatto. La pinna dorsale è unica, lunga ed ha un lobo appuntito nella parte anteriore; la pinna anale è poco più corta ed ha un lobo molto meno pronunciato. La pinna caudale è portata da un sottile peduncolo caudale ed è profondamente forcuta. Pinne pettorali e pinne ventrali piccole. L'animale vivo è coperto di una sostanza appiccicosa che resta attaccata alle mani.
Il colore è argenteo con brevi linee di colore rosa lungo la linea laterale e sul dorso. L'occhio è dorato. La base della pinna dorsale è di colore nero.
Misura al massimo 12 cm.

## Biologia
Ha un ruolo importante nelle catene trofiche del mar Rosso.

### Alimentazione
Si ciba di animaletti del benthos.

## Pesca
Si cattura occasionalmente e le carni non sono pregiate.